# Ongevleugeld lieveheersbeestje
Het ongevleugeld lieveheersbeestje ook wel ongestippeld lieveheersbeestje (Cynegetis impunctata) is een kever uit de familie van de lieveheersbeestjes (Coccinellidae).

## Naamgeving
De wetenschappelijke naam van de soort werd in 1767 als Coccinella impunctata gepubliceerd door Carl Linnaeus. De soortaanduiding impunctata betekent 'zonder stippen'.

## Kenmerken

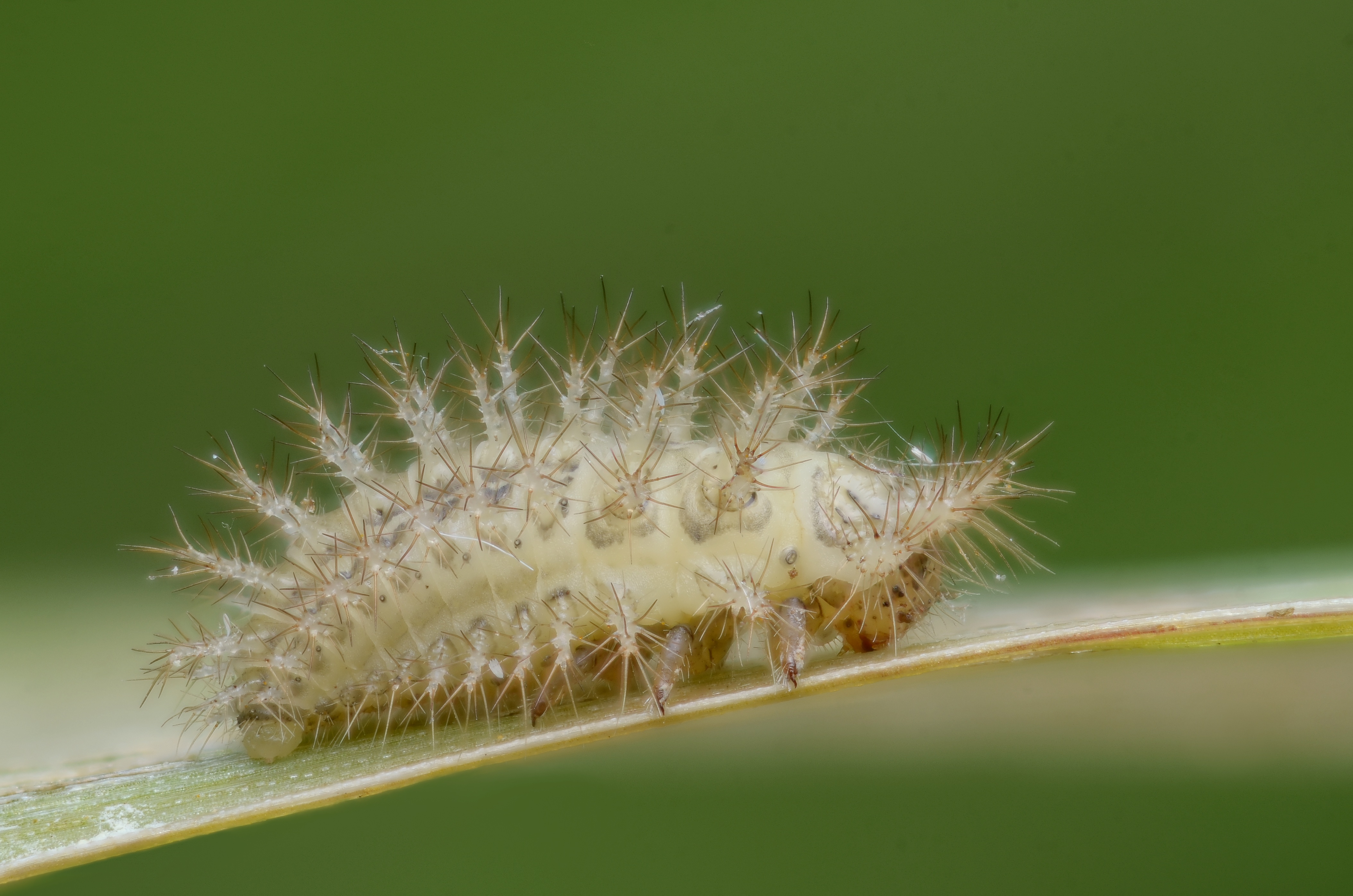
Larve

De volwassen kever wordt ongeveer 3 tot 4,5 millimeter lang. De kleur is donkerbruin tot okerachtig, heel soms komen geheel zwarte exemplaren voor. De kop is donkerbruin tot zwart. Meestal zijn de dekschilden ongevlekt, maar gevlekte exemplaren komen ook voor. De exemplaren die in Friesland voorkomen hebben meestal dergelijke stippen. Gevlekte exemplaren zijn te verwarren met het vierentwintigstippelig lieveheersbeestje. Deze laatste soort heeft echter een rode kop en is daaraan te onderscheiden.
De dekschilden en het halsschild dragen vele kleine witte haartjes, wat het best te zien is met een vergrootglas. Ondanks de naam ongevleugeld lieveheersbeestje heeft de kever wel degelijk vleugels. De vliezige achtervleugels zijn echter gereduceerd. De kever kan hierdoor niet vliegen.
De larve bereikt een lengte van ongeveer vijf millimeter. Het lichaam is wit en wormachtig en enigszins gedrongen. Op de bovenzijde zitten rijen vlezige uitsteeksels die een krans van kleine haartjes dragen.

## Verspreiding en habitat
Het ongevleugeld lieveheersbeestje komt verspreid over Europa voor maar is in sommige landen zeldzaam. In 2014 werd de soort voor het eerst ook in Nederland waargenomen rond Ommen. In 2017 werd een populatie in Friesland ontdekt. Vermoed wordt dat het verspreidingsgebied groter is maar dat de kevers jarenlang over het hoofd zijn gezien.
De habitat bestaat uit vochtige tot natte graslanden, vaak overstromingsgebieden langs rivieren. In Nederland wordt de kever het meest gezien langs rivieren en kanalen met liesgras (Glyceria maxima) en rietgras (Phalaris arundinacea).

## Voedsel
De kever leeft van planten, met name grassen. Favoriete soorten zijn onder andere gewone glanshaver (Arrhenatherum elatius) en kweek (Elytrigia repens). In Nederland wordt vooral kropaar (Dactylis glomerata) gegeten. Niet het gehele blad wordt opgegeten, alleen de toplaag. De nerven van de bladeren en de houtige delen worden gemeden. De kever laat hierdoor karakteristieke vraatsporen na.

## Afbeeldingen
|  |  |  |  |